# Sipos Bella
Sipos Bella (Izabella; Szőlősgyula, 1918. december 3. – Brassó, 2000. február 19.) erdélyi magyar író, publicista, folklorista. Sipos András anyja.

## Életútja, munkássága
Kárpátalján született, de középfokú tanulmányait már Gödöllőn és Budapesten végezte, 1936-ban érettségizett. Könyvtárosi és szociológiai szakon végzett főiskolát Budapesten (1939), közben 1936–40 között munkás volt a Kőbányai Tápszergyárban, majd tisztviselő a Magyar Vegyiműveknél (1940–45). Férjhezmenetele után Brassóban élt, 1945–48 között a Népi Egység belső munkatársa, 1948–68-ban az Előre brassói tudósítója, az 1950-es években a brassói irodalmi kör vezetője volt.

## Művei
- Szívkertem virágai (versek, Budapest, 1939)
- Az okos macska. Malozsa-völgyi és csángóvidéki népmesék (néprajzi gyűjtés Horváth Istvánnal, Bukarest, 1948)
- Mackó Marci kalandjai (gyermekkönyv, Bukarest, 1961; újrakiadás Bukarest, 1963; ua. románul Jipa Bokor és Petre Bokor fordításában 1963-ban, németül Else Kornis fordításában 1964-ben)
- A búzaszem, a kendermag és a vaskalán (csángó népmesefeldolgozás, Bukarest, 1969)
- Ágrólszakadt rokonság (ifjúsági regény, Bukarest, 1970)
- Hét guzsaly aranyszösz (mesék, Bukarest, 1975)
- Dió Dénes a hordóban (Bukarest, 1987)